# Mísenka oranžová
Mísenka oranžová (Aleuria aurantia) je jedlá vřeckovýtrusná houba z čeledi ohnivkovité, která je nápadná svým živě oranžovým zbarvením.

## Popis
Plodnice je nepravidelně okrouhlá nebo oválná a různě zprohýbaná, k substrátu přisedlá, miskovitého tvaru, který posléze přechází až v ploše talířovitý. Dosahuje šířky 2 – 10 cm. Je tvořena velmi tenkou (asi 1 mm) křehkou a lámavou dužninou. Z vnitřní strany je plodnice zbarvena živě oranžově až oranžovočerveně, vnější strana bývá obyčejně poněkud světlejší, bledě oranžová, často bělavě ojíněná. vnitřní stranu plodnice pokrývá výtrusorodé rouško – thecium.

## Výskyt
Vyskytuje se od jara do podzimu, obvykle na holé půdě či v trávě a ve skupinách, často i ve velkém množství, v listnatých lesích, na loukách, v parcích, zahradách, kolem cest a podobně. Místy je hojná, avšak je zařazena do Červeného seznamu hub České republiky jako téměř ohrožený druh (NT).

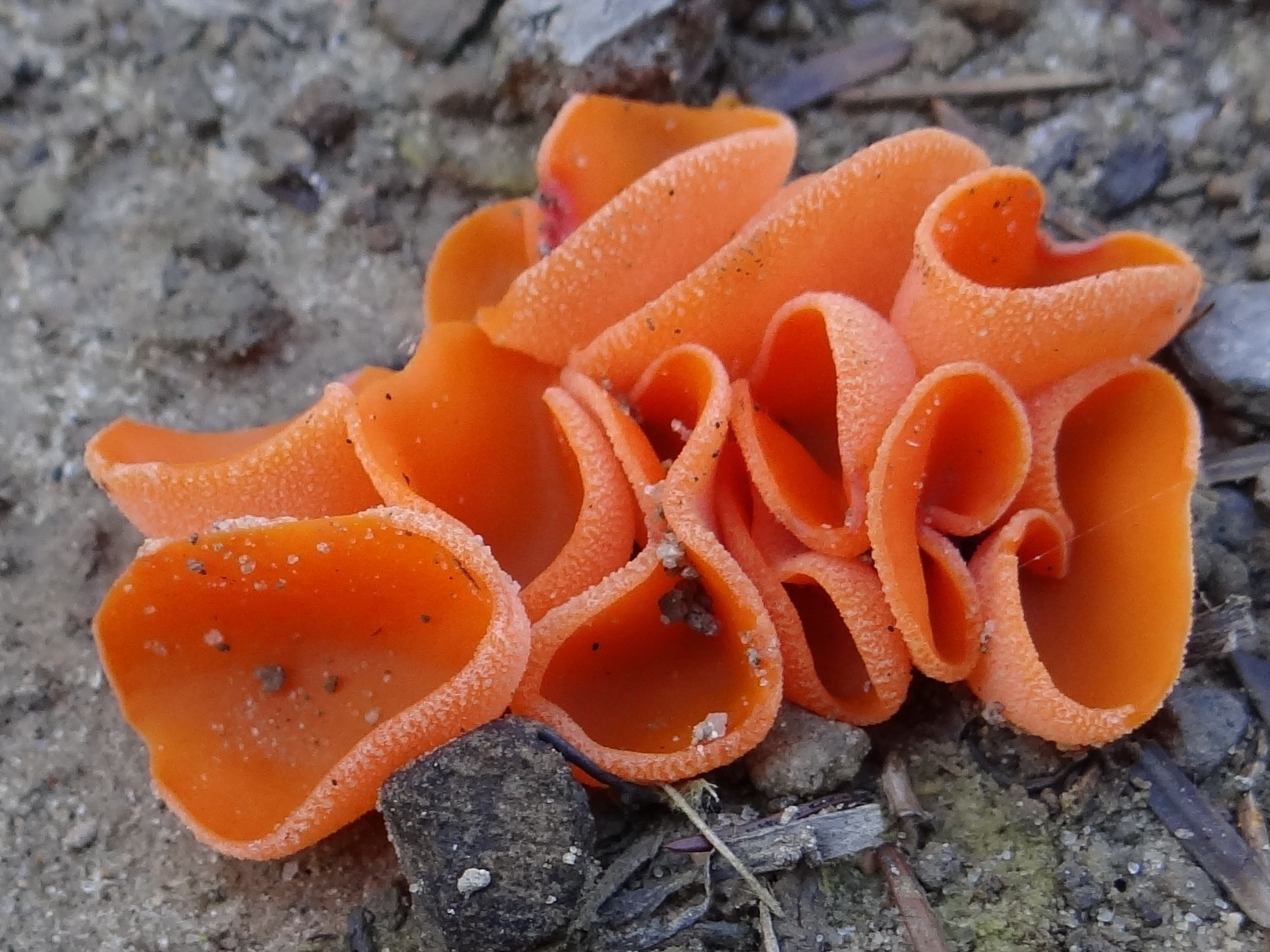
Skupina plodnic mísenky oranžové.

## Užití
Mísenka oranžová je jedlá; uvádí se, že i v syrovém stavu. Používá se mimo jiné k přípravě salátů i jinak.

## Podobné druhy
- Podobné oranžově zbarvené plodnice má např. mistička oranžová (Melastiza cornubiensis) a některé druhy kosmatek (Scutellinia). Tyto druhy však mají velmi drobné (nejvýše 2 cm) okrouhlé plodnice, navíc z vnější strany drobně tmavě štětinaté.
- Poněkud podobné jsou i vzácné, brzy zjara rostoucí ohnivce, např. ohnivec šarlatový (Sarcoscypha coccinea). Ten se ale odlišuje rudě zbarvenou vnitřní stranou plodnice, přítomností kratičkého třeně a růstem na dřevě listnáčů brzy na jaře.

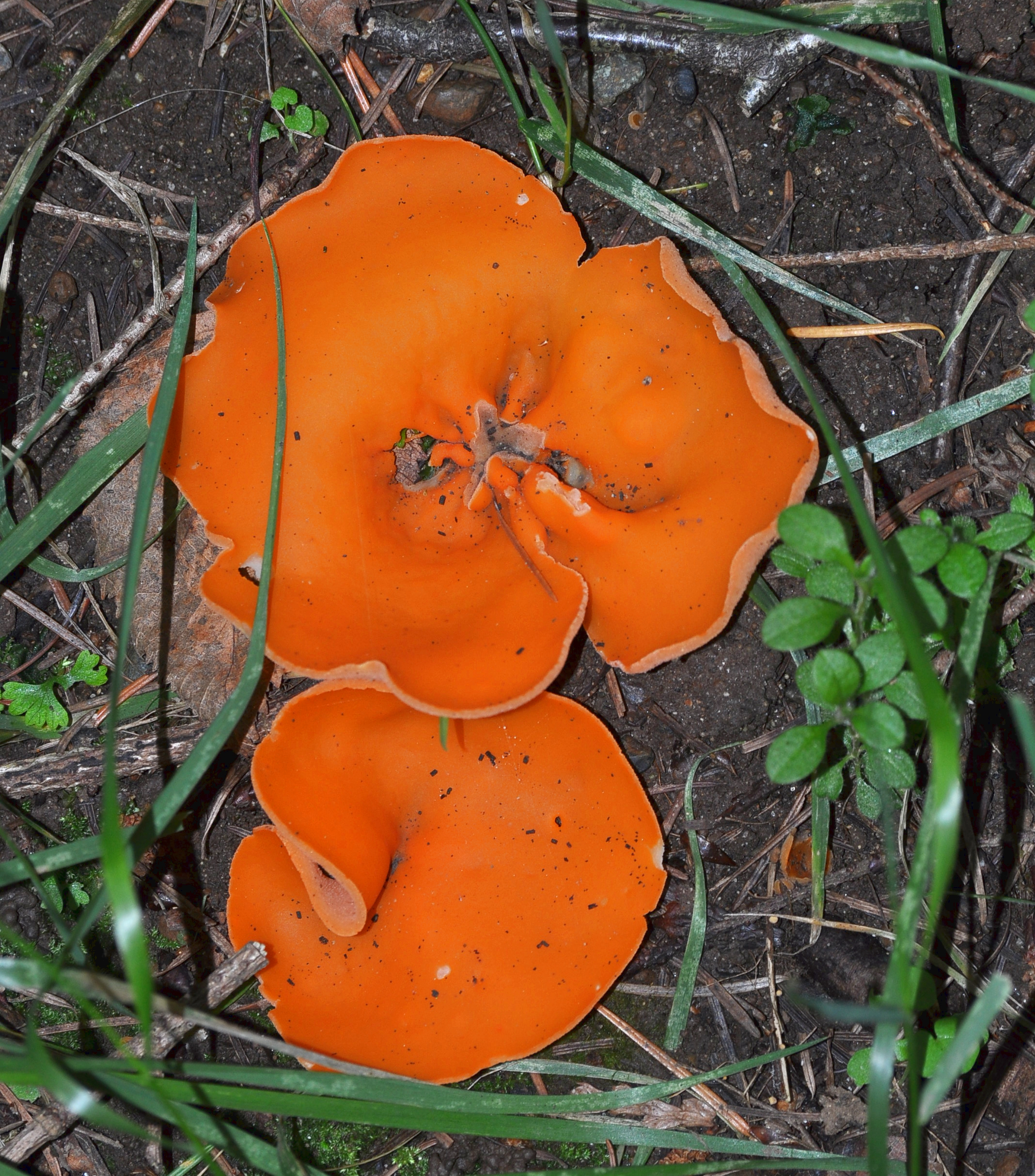
Větší plodnice mísenky oranžové, pohled svrchu.